# FIS Cup w skokach narciarskich 2022/2023
FIS Cup w skokach narciarskich 2022/2023 – 18. edycja FIS Cupu, która rozpoczęła się 12 sierpnia 2022 we Frenštácie, a zakończyła 10 marca 2023 w Zakopanem. W ramach cyklu rozegrano 20 konkursów (10 latem oraz 10 zimą).
Oficjalny kalendarz cyklu został zatwierdzony 25 maja 2022 podczas Kongresu FIS w Mediolanie.
W czerwcu poinformowano o odwołaniu zaplanowanych na 30–31 lipca 2022 inauguracyjnych zawodów w Otepää. 29 września 2022 podczas posiedzenia FIS odwołano zaplanowane na 3–4 grudnia 2022 zawody w Falun. W zamian do kalendarza wpisano dodatkowe konkursy, zaplanowane na 4–5 marca w Oberhofie. 14 listopada 2022 do kalendarza dołączono zaplanowane na 11–12 lutego 2023 zawody w Szczyrku. 2 stycznia 2023 poinformowano o odwołaniu zawodów w Zakopanem, które miały odbyć się w dniach 7–8 stycznia, z powodu niesprzyjających warunków pogodowych. 17 stycznia 2023 Polski Związek Narciarski poinformował, że odwołane zawody dojdą jednak do skutku w dniach 9–10 marca 2023.

## Kalendarz zawodów
| Lp.                  | Data                 | Miejscowość          | HS                   | Uwagi                | 1. miejsce           | 2. miejsce         | 3. miejsce         |
| -------------------- | -------------------- | -------------------- | -------------------- | -------------------- | -------------------- | ------------------ | ------------------ |
| —                    | 30 lipca 2022        | Otepää               | HS-97                | [ a ]                | odwołany             | odwołany           | odwołany           |
| —                    | 31 lipca 2022        | Otepää               | HS-97                | [ a ]                | odwołany             | odwołany           | odwołany           |
| 1.                   | 12 sierpnia 2022     | Frenštát             | HS-106               | –                    | Eric Fuchs           | Janni Reisenauer   | Jernej Presečnik   |
| 2.                   | 13 sierpnia 2022     | Frenštát             | HS-106               | –                    | Janni Reisenauer     | Mika Schwann       | Eric Fuchs         |
| 3.                   | 20 sierpnia 2022     | Szczyrk              | HS-104               | –                    | Niklas Bachlinger    | Janni Reisenauer   | Rok Oblak          |
| 4.                   | 21 sierpnia 2022     | Szczyrk              | HS-104               | –                    | Maximilian Lienher   | Giovanni Bresadola | Niklas Bachlinger  |
| 5.                   | 27 sierpnia 2022     | Einsiedeln           | HS-117               | –                    | Marco Wörgötter      | Maksim Bartolj     | Eric Fuchs         |
| 6.                   | 28 sierpnia 2022     | Einsiedeln           | HS-117               | [ b ]                | Jonas Schuster       | Maksim Bartolj     | Maximilian Lienher |
| 7.                   | 2 września 2022      | Kranj                | HS-109               | –                    | Anže Lanišek         | Lovro Kos          | Rok Oblak          |
| 8.                   | 3 września 2022      | Kranj                | HS-109               | –                    | Janni Reisenauer     | Jernej Presečnik   | Rok Oblak          |
| 9.                   | 10 września 2022     | Villach              | HS-98                | –                    | Tomasz Pilch         | Francesco Cecon    | Clemens Leitner    |
| 10.                  | 11 września 2022     | Villach              | HS-98                | –                    | Francesco Cecon      | Clemens Leitner    | Markus Rupitsch    |
| —                    | 3 grudnia 2022       | Falun                | HS-100               | [ c ]                | odwołany             | odwołany           | odwołany           |
| —                    | 4 grudnia 2022       | Falun                | HS-100               | [ c ]                | odwołany             | odwołany           | odwołany           |
| 11.                  | 16 grudnia 2022      | Notodden             | HS-98                | –                    | Martin Hamann        | Maximilian Steiner | Francisco Mörth    |
| 12.                  | 17 grudnia 2022      | Notodden             | HS-98                | –                    | Martin Hamann        | Maximilian Steiner | Francisco Mörth    |
| —                    | 7 stycznia 2023      | Zakopane             | HS-140               | [ d ]                | odwołany             | odwołany           | odwołany           |
| —                    | 8 stycznia 2023      | Zakopane             | HS-140               | [ d ]                | odwołany             | odwołany           | odwołany           |
| 13.                  | 11 lutego 2023       | Szczyrk              | HS-104               | –                    | Martin Hamann        | Kacper Juroszek    | Hannes Landerer    |
| 14.                  | 12 lutego 2023       | Szczyrk              | HS-104               | –                    | Felix Hoffmann       | Martin Hamann      | Kacper Juroszek    |
| 15.                  | 18 lutego 2023       | Villach              | HS-98                | –                    | Maximilian Ortner    | Felix Hoffmann     | Sebastian Schwarz  |
| 16.                  | 19 lutego 2023       | Villach              | HS-98                | –                    | Felix Hoffmann       | Hannes Landerer    | Eric Fuchs         |
| 17.                  | 4 marca 2023         | Oberhof              | HS-100               | –                    | Klemens Murańka      | Maximilian Lienher | Jonas Schuster     |
| 18.                  | 5 marca 2023         | Oberhof              | HS-100               | –                    | Timon-Pascal Kahofer | Markus Rupitsch    | Julijan Smid       |
| 19.                  | 9 marca 2023         | Zakopane             | HS-140               | [ e ]                | Kacper Tomasiak      | Klemens Joniak     | Maximilian Lienher |
| 20.                  | 10 marca 2023        | Zakopane             | HS-140               | [ f ] [ b ]          | Martin Hamann        | Mathis Contamine   | Markus Rupitsch    |
| Klasyfikacja końcowa | Klasyfikacja końcowa | Klasyfikacja końcowa | Klasyfikacja końcowa | Klasyfikacja końcowa | Maximilian Lienher   | Janni Reisenauer   | Niklas Bachlinger  |

## Statystyki indywidualne
| Niklas Bachlinger | 11  | 19  | 1   | 3   | 4   | 8  | –   | –   | 15  | 12  | –   | –   | 10  | 10  | 5  | 9   | 4   | 5   | 13 | 7   |
| Stephan Embacher | –   | –   | 13  | 44  | –   | –  | –   | –   | –   | –   | –   | –   | –   | –   | –  | –   | –   | –   | –  | –   |
| Elia Ernst | –   | –   | 27  | 37  | –   | –  | –   | –   | –   | –   | –   | –   | –   | –   | –  | –   | –   | –   | –  | –   |
| André Fussenegger | 5   | 5   | –   | –   | 11  | 14 | –   | –   | –   | –   | –   | –   | –   | –   | –  | –   | 19  | 10  | –  | –   |
| Luca Grünwald | –   | –   | –   | –   | –   | –  | –   | –   | –   | –   | –   | –   | –   | –   | 50 | 46  | –   | –   | –  | –   |
| David Haagen | –   | –   | –   | –   | –   | –  | 16  | 24  | –   | –   | 6   | 10  | 11  | dsq | 17 | 7   | 21  | 22  | –  | –   |
| Lukas Haagen | –   | –   | –   | –   | –   | –  | –   | –   | –   | –   | –   | –   | –   | –   | 39 | dsq | –   | –   | –  | –   |
| Fabian Held | –   | –   | –   | –   | –   | –  | –   | –   | –   | –   | –   | –   | –   | –   | 28 | 28  | –   | –   | –  | –   |
| Michael Hofer-Zauner | 23  | 25  | 42  | 35  | –   | –  | 34  | 33  | 17  | 15  | –   | –   | –   | –   | 43 | 44  | –   | –   | –  | –   |
| Tobias Hussl | –   | –   | –   | –   | –   | –  | –   | –   | –   | –   | –   | –   | –   | –   | 45 | 36  | –   | –   | –  | –   |
| Timon-Pascal Kahofer | dsq | 8   | 53  | 20  | –   | –  | 46  | 32  | –   | –   | –   | –   | 6   | 7   | –  | –   | 5   | 1   | 11 | 12  |
| Thomas Lackner | –   | –   | –   | –   | –   | –  | –   | –   | –   | –   | 5   | 11  | –   | –   | –  | –   | –   | –   | 21 | 18  |
| Hannes Landerer | –   | –   | –   | –   | dsq | 14 | –   | –   | –   | –   | –   | –   | 3   | 9   | 9  | 2   | –   | –   | –  | –   |
| Clemens Leitner | 14  | 4   | 8   | 4   | –   | –  | 9   | 5   | 3   | 2   | –   | –   | –   | –   | –  | –   | –   | –   | –  | –   |
| Maximilian Lienher | 12  | 7   | 6   | 1   | 5   | 3  | –   | –   | 10  | 4   | 16  | 5   | 9   | 6   | 6  | 5   | 2   | 8   | 3  | 25  |
| Elias Medwed | –   | –   | –   | –   | 14  | 17 | –   | –   | –   | –   | –   | –   | dsq | 20  | 12 | 22  | –   | –   | 9  | 11  |
| Jannik Morin | –   | –   | –   | –   | –   | –  | –   | –   | –   | –   | –   | –   | –   | –   | 36 | 41  | –   | –   | –  | –   |
| Francisco Mörth | –   | –   | –   | –   | –   | –  | –   | –   | –   | –   | 3   | 3   | –   | –   | –  | –   | –   | –   | –  | –   |
| Louis Obersteiner | –   | –   | 10  | 13  | –   | –  | –   | –   | –   | –   | –   | –   | –   | –   | –  | –   | –   | –   | –  | –   |
| Maximilian Ortner | –   | –   | –   | –   | –   | –  | dns | dns | –   | –   | –   | –   | 4   | 5   | 1  | dsq | –   | –   | –  | –   |
| Johannes Pölz | –   | –   | –   | –   | –   | –  | –   | –   | –   | –   | –   | –   | –   | –   | 11 | 15  | –   | –   | –  | –   |
| Stefan Rainer | –   | –   | –   | –   | –   | –  | 24  | 24  | 5   | 6   | –   | –   | –   | –   | –  | –   | –   | –   | –  | –   |
| Janni Reisenauer | 2   | 1   | 2   | 6   | –   | –  | 4   | 1   | –   | –   | 21  | 12  | 31  | 26  | 13 | 4   | 6   | 5   | 4  | dns |
| Peter Resinger | 13  | 21  | –   | –   | –   | –  | 28  | 38  | 26  | 21  | 7   | 16  | –   | –   | 34 | 25  | –   | –   | 33 | 24  |
| Markus Rupitsch | –   | –   | –   | –   | 6   | 19 | 13  | 9   | 4   | 3   | –   | –   | 7   | 4   | –  | –   | 9   | 2   | 31 | 3   |
| Jonas Schuster | –   | –   | –   | –   | 12  | 1  | –   | –   | –   | –   | 14  | 8   | –   | –   | –  | –   | 3   | 9   | –  | –   |
| Mika Schwann | 4   | 2   | –   | –   | 8   | 8  | dns | –   | 32  | 26  | –   | –   | –   | –   | –  | –   | –   | –   | –  | –   |
| Julijan Smid | 17  | 15  | –   | –   | 25  | 10 | –   | –   | –   | –   | –   | –   | –   | –   | –  | –   | 14  | 3   | 23 | 32  |
| Jakob Steinberger | –   | –   | –   | –   | –   | –  | –   | –   | –   | –   | –   | –   | –   | –   | 16 | 10  | –   | –   | –  | –   |
| Simon Steinberger | –   | –   | –   | –   | –   | –  | –   | –   | –   | –   | –   | –   | –   | –   | 19 | 26  | –   | –   | –  | –   |
| Maximilian Steiner | –   | –   | –   | –   | –   | –  | –   | –   | –   | –   | 2   | 2   | –   | –   | –  | –   | –   | –   | –  | –   |
| Clemens Vinatzer | –   | –   | –   | –   | –   | –  | –   | –   | –   | –   | –   | –   | –   | –   | 27 | 30  | –   | –   | –  | –   |
| Ulrich Wohlgenannt | –   | –   | –   | –   | –   | –  | –   | –   | –   | –   | 4   | 4   | –   | –   | –  | –   | –   | –   | –  | –   |
| Marco Wörgötter | –   | –   | –   | –   | 1   | 4  | –   | –   | –   | –   | 13  | 19  | 16  | 11  | 4  | 6   | 13  | 11  | 6  | 4   |
| Raffael Zimmermann | –   | –   | 38  | 22  | –   | –  | –   | –   | –   | –   | –   | –   | –   | –   | 29 | 11  | –   | –   | –  | –   |
| Chiny |     |     |     |     |     |    |     |     |     |     |     |     |     |     |    |     |     |     |    |     |
| Cui Qihang | –   | –   | –   | –   | –   | –  | –   | –   | –   | –   | –   | –   | –   | –   | 61 | 60  | –   | –   | –  | –   |
| Zhou Xiaoyang | –   | –   | –   | –   | –   | –  | –   | –   | –   | –   | –   | –   | –   | –   | 54 | 53  | –   | –   | –  | –   |
| Czechy |     |     |     |     |     |    |     |     |     |     |     |     |     |     |    |     |     |     |    |     |
| Dušan Doležel | –   | –   | –   | –   | –   | –  | –   | –   | –   | –   | –   | –   | 49  | 40  | –  | –   | –   | –   | –  | –   |
| Camillo Hauke | –   | –   | –   | –   | –   | –  | –   | –   | –   | –   | 54  | 53  | 61  | 57  | 65 | 61  | dsq | 69  | –  | –   |
| Kryštof Hauser | 45  | 40  | 40  | 40  | –   | –  | 40  | 44  | –   | –   | –   | –   | 53  | 42  | –  | –   | 63  | 61  | 42 | 46  |
| František Holík | dsq | 26  | 35  | 60  | –   | –  | 54  | 27  | –   | –   | 43  | 32  | 42  | 39  | –  | –   | 60  | 58  | –  | –   |
| Benedikt Holub | 25  | 22  | 64  | 34  | –   | –  | –   | –   | –   | –   | –   | –   | –   | –   | –  | –   | –   | –   | 22 | 40  |
| Jáchym Hrdina | 49  | 53  | –   | –   | –   | –  | –   | –   | –   | –   | –   | –   | –   | –   | –  | –   | –   | –   | –  | –   |
| Filip Křenek | 46  | 42  | 66  | 72  | –   | –  | –   | –   | –   | –   | –   | –   | –   | –   | –  | –   | –   | –   | –  | –   |
| Damián Lasota | 42  | 49  | dsq | 70  | –   | –  | –   | –   | –   | –   | –   | –   | 52  | 51  | –  | –   | –   | –   | 45 | 48  |
| František Lejsek | 22  | 27  | 22  | 30  | –   | –  | 25  | 20  | –   | –   | –   | –   | –   | –   | –  | –   | –   | –   | –  | –   |
| Jan Ošmera | 51  | 52  | –   | –   | –   | –  | –   | –   | –   | –   | –   | –   | –   | –   | –  | –   | –   | –   | –  | –   |
| Tomáš Portyk | 16  | –   | –   | –   | –   | –  | –   | –   | –   | –   | –   | –   | –   | –   | –  | –   | –   | –   | –  | –   |
| Radek Rýdl | 7   | 9   | –   | –   | –   | –  | 38  | 42  | –   | –   | –   | –   | –   | –   | –  | –   | –   | –   | 20 | 10  |
| David Rygl | 29  | 31  | 33  | 38  | –   | –  | 55  | 51  | –   | –   | –   | –   | –   | –   | –  | –   | 51  | 50  | –  | –   |
| Filip Sakala | 44  | 39  | –   | –   | –   | –  | –   | –   | –   | –   | –   | –   | –   | –   | –  | –   | –   | –   | –  | –   |
| Daniel Škarka | 32  | 24  | dsq | 65  | –   | –  | –   | –   | –   | –   | –   | –   | –   | –   | –  | –   | –   | –   | –  | –   |
| Petr Vaverka | dsq | 46  | 67  | 85  | –   | –  | –   | –   | –   | –   | –   | –   | –   | –   | –  | –   | –   | –   | –  | –   |
| Estonia |     |     |     |     |     |    |     |     |     |     |     |     |     |     |    |     |     |     |    |     |
| Markkus Alter | 37  | 44  | –   | –   | –   | –  | 66  | 57  | 36  | 36  | –   | –   | –   | –   | –  | –   | –   | –   | 43 | 44  |
| Andero Kapp | –   | –   | –   | –   | –   | –  | –   | –   | –   | –   | –   | –   | –   | –   | –  | –   | –   | –   | 44 | 47  |
| Kevin Maltsev | 28  | 20  | –   | –   | –   | –  | 17  | 10  | dns | dns | –   | –   | –   | –   | –  | –   | –   | –   | –  | –   |
| Kaimar Vagul | 41  | 47  | 44  | 63  | 31  | 35 | 61  | 23  | 35  | 39  | –   | –   | –   | –   | –  | –   | 37  | dsq | 29 | 14  |
| Finlandia |     |     |     |     |     |    |     |     |     |     |     |     |     |     |    |     |     |     |    |     |
| Antti Aalto | –   | –   | –   | –   | –   | –  | 22  | 14  | –   | –   | –   | –   | –   | –   | –  | –   | –   | –   | –  | –   |
| Tuomas Kinnunen | –   | –   | –   | –   | –   | –  | –   | –   | –   | –   | –   | –   | –   | –   | –  | –   | 56  | 65  | –  | –   |
| Tomas Kuisma | –   | –   | –   | –   | –   | –  | –   | –   | –   | –   | –   | –   | –   | –   | –  | –   | 32  | 36  | –  | –   |
| Niko Kytösaho | –   | –   | –   | –   | –   | –  | 12  | 8   | –   | –   | –   | –   | –   | –   | –  | –   | –   | –   | –  | –   |
| Tuomas Meis | –   | –   | –   | –   | –   | –  | –   | –   | –   | –   | –   | –   | –   | –   | –  | –   | 43  | 33  | –  | –   |
| Eetu Meriläinen | –   | –   | –   | –   | –   | –  | 39  | 30  | –   | –   | –   | –   | –   | –   | –  | –   | –   | –   | –  | –   |
| Eetu Nousiainen | –   | –   | –   | –   | –   | –  | 15  | 12  | –   | –   | –   | –   | –   | –   | –  | –   | –   | –   | –  | –   |
| Paavo Romppainen | –   | –   | –   | –   | –   | –  | 63  | 54  | –   | –   | –   | –   | –   | –   | –  | –   | –   | –   | –  | –   |
| Kasperi Valto | –   | –   | –   | –   | –   | –  | –   | –   | –   | –   | –   | –   | –   | –   | –  | –   | 30  | 31  | –  | –   |
| Francja |     |     |     |     |     |    |     |     |     |     |     |     |     |     |    |     |     |     |    |     |
| Alessandro Batby | –   | –   | –   | –   | 7   | 5  | –   | –   | –   | –   | –   | –   | –   | –   | –  | –   | 68  | 29  | 40 | 33  |
| Jules Chervet | –   | –   | –   | –   | 27  | 28 | 45  | 40  | –   | –   | –   | –   | –   | –   | 38 | dsq | –   | –   | 27 | 27  |
| Mathis Contamine | –   | –   | –   | –   | 19  | 16 | –   | –   | –   | –   | –   | –   | –   | –   | –  | –   | –   | –   | 26 | 2   |
| Raphaël Dufrene | –   | –   | –   | –   | 41  | 48 | 72  | 70  | –   | –   | –   | –   | –   | –   | –  | –   | –   | –   | –  | –   |
| Valentin Foubert | –   | –   | –   | –   | 24  | 26 | –   | –   | –   | –   | –   | –   | –   | –   | 33 | 35  | 41  | 39  | 16 | 29  |
| Julien Gay | –   | –   | –   | –   | 37  | 44 | 56  | 68  | –   | –   | –   | –   | –   | –   | 46 | 45  | 55  | 58  | –  | –   |
| Léo Lamarca | –   | –   | –   | –   | 45  | 47 | –   | –   | –   | –   | –   | –   | –   | –   | –  | –   | –   | –   | –  | –   |
| Enzo Milesi | –   | –   | –   | –   | 34  | 34 | –   | –   | –   | –   | –   | –   | –   | –   | –  | –   | –   | –   | 8  | 19  |
| Faustin Moureaux | –   | –   | –   | –   | 43  | 46 | 58  | 56  | –   | –   | –   | –   | –   | –   | 51 | 49  | 54  | 54  | –  | –   |
| Ari Repellin | –   | –   | –   | –   | 33  | 38 | 68  | 63  | –   | –   | –   | –   | –   | –   | 35 | 37  | 28  | 47  | –  | –   |
| Gruzja |     |     |     |     |     |    |     |     |     |     |     |     |     |     |    |     |     |     |    |     |
| Alan Gobozowi | –   | –   | –   | –   | –   | –  | –   | –   | –   | –   | –   | –   | –   | –   | 67 | 59  | –   | –   | –  | –   |
| Japonia |     |     |     |     |     |    |     |     |     |     |     |     |     |     |    |     |     |     |    |     |
| Masaki Nakamura | –   | –   | –   | –   | –   | –  | –   | –   | 37  | 29  | –   | –   | –   | –   | –  | –   | –   | –   | –  | –   |
| Rentarō Nishida | –   | –   | –   | –   | –   | –  | –   | –   | 20  | 19  | –   | –   | –   | –   | –  | –   | –   | –   | –  | –   |
| Asahi Sakano | –   | –   | –   | –   | –   | –  | –   | –   | 30  | 9   | –   | –   | –   | –   | –  | –   | –   | –   | –  | –   |
| Gō Yamamoto | –   | –   | –   | –   | –   | –  | –   | –   | –   | –   | –   | –   | –   | –   | –  | –   | 7   | 15  | –  | –   |
| Kanada |     |     |     |     |     |    |     |     |     |     |     |     |     |     |    |     |     |     |    |     |
| Mackenzie Boyd-Clowes | –   | –   | –   | –   | –   | –  | –   | –   | 9   | dns | –   | –   | –   | –   | –  | –   | –   | –   | –  | –   |
| Kazachstan |     |     |     |     |     |    |     |     |     |     |     |     |     |     |    |     |     |     |    |     |
| Magżan Amangieldyuły | –   | –   | –   | –   | –   | –  | –   | –   | –   | –   | 42  | 41  | 56  | dsq | 58 | 54  | –   | –   | 46 | dsq |
| Bekarys Atibek | –   | –   | –   | –   | –   | –  | –   | –   | –   | –   | 51  | 56  | –   | –   | –  | –   | –   | –   | –  | –   |
| Nikita Diewiatkin | dsq | 48  | 33  | 51  | 39  | 37 | 43  | 46  | –   | –   | –   | –   | –   | –   | –  | –   | –   | –   | 38 | 41  |
| Ilszat Kadyrow | –   | –   | 72  | 83  | 44  | 43 | 69  | 74  | –   | –   | 55  | 51  | 58  | 49  | 60 | 55  | –   | –   | –  | –   |
| Daniił Kalinkin | –   | –   | 82  | 90  | –   | –  | 77  | 78  | –   | –   | 58  | 58  | dsq | 61  | 66 | dsq | –   | –   | –  | –   |
| Dawyd Kaszkarow | –   | –   | dsq | 88  | 48  | 52 | 78  | 75  | –   | –   | –   | –   | –   | –   | –  | –   | –   | –   | –  | –   |
| Ilja Miziernych | –   | –   | 70  | 81  | –   | –  | 71  | 71  | –   | –   | 39  | 44  | 41  | 30  | 53 | 39  | –   | –   | –  | –   |
| Sabirżan Muminow | –   | –   | –   | –   | –   | –  | –   | –   | –   | –   | –   | –   | 22  | 24  | –  | –   | –   | –   | –  | –   |
| Swiatosław Nazarienko | –   | –   | 65  | 59  | 28  | 31 | 57  | dsq | –   | –   | 47  | 36  | –   | –   | –  | –   | –   | –   | 36 | 26  |
| Ilja Szylnikow | –   | –   | 75  | 75  | –   | –  | 75  | 72  | –   | –   | dsq | dsq | 47  | 43  | 52 | 51  | –   | –   | –  | –   |
| Siergiej Tkaczenko | –   | –   | –   | –   | –   | –  | –   | –   | –   | –   | 22  | 27  | 33  | 29  | –  | –   | –   | –   | 30 | 13  |
| Nurszat Tursunżanow | 54  | 56  | 79  | 80  | 47  | 50 | 76  | 76  | –   | –   | 52  | 54  | –   | –   | –  | –   | –   | –   | –  | –   |
| Korea Południowa |     |     |     |     |     |    |     |     |     |     |     |     |     |     |    |     |     |     |    |     |
| Jang Sun-woong | 55  | 55  | dsq | 73  | –   | –  | –   | –   | –   | –   | –   | –   | –   | –   | –  | –   | –   | –   | –  | –   |
| Yang Seung-chan | 53  | 51  | dsq | 74  | –   | –  | –   | –   | –   | –   | –   | –   | –   | –   | –  | –   | –   | –   | –  | –   |
| Niemcy |     |     |     |     |     |    |     |     |     |     |     |     |     |     |    |     |     |     |    |     |
| Alexander Angerer | –   | –   | –   | –   | –   | –  | –   | –   | –   | –   | –   | –   | –   | –   | –  | –   | 45  | 57  | –  | –   |
| Moritz Baer | –   | –   | –   | –   | –   | –  | –   | –   | –   | –   | –   | –   | 13  | 18  | 24 | 17  | 35  | 21  | 15 | dns |
| Ben Bayer | –   | –   | 46  | 57  | –   | –  | 36  | 53  | –   | –   | –   | –   | 14  | dsq | 10 | 18  | –   | –   | –  | 28  |
| Finn Braun | 20  | 13  | 15  | 28  | 23  | 21 | 26  | 37  | 19  | 33  | –   | –   | –   | –   | –  | –   | –   | –   | –  | –   |
| Lasse Deimel | –   | –   | –   | –   | –   | –  | –   | –   | –   | –   | –   | –   | –   | –   | –  | –   | 66  | 46  | –  | –   |
| Jannik Faißt | –   | –   | 48  | 53  | –   | –  | 31  | 19  | –   | –   | –   | –   | –   | –   | 22 | 24  | 26  | 30  | –  | –   |
| Philipp Fries | –   | –   | –   | –   | –   | –  | –   | –   | –   | –   | –   | –   | –   | –   | –  | –   | 25  | 51  | –  | –   |
| Eric Fuchs | 1   | 3   | 4   | 12  | 3   | 33 | –   | –   | –   | –   | 46  | 37  | 26  | 21  | 7  | 3   | 36  | 24  | 41 | dns |
| Julian Fussi | –   | –   | 54  | 64  | –   | –  | –   | –   | –   | –   | –   | –   | –   | –   | –  | –   | –   | –   | –  | –   |
| Luca Geyer | dsq | 18  | 45  | 24  | 20  | 22 | 51  | 36  | –   | –   | 26  | 20  | 23  | 22  | 41 | 14  | 8   | 20  | –  | –   |
| Martin Hamann | –   | –   | –   | –   | –   | –  | –   | –   | –   | –   | 1   | 1   | 1   | 2   | –  | –   | –   | –   | –  | 1   |
| Felix Hoffmann | –   | –   | –   | –   | –   | –  | –   | –   | –   | –   | 8   | 7   | 5   | 1   | 2  | 1   | –   | –   | –  | 30  |
| Janne Holz | –   | –   | –   | –   | –   | –  | –   | –   | –   | –   | –   | –   | –   | –   | –  | –   | 50  | 41  | –  | –   |
| Eric Hoyer | –   | –   | –   | –   | 38  | 41 | –   | –   | –   | –   | 24  | 23  | 30  | 19  | 31 | 27  | 24  | 55  | 24 | dns |
| Robin Kloß | –   | –   | –   | –   | –   | –  | –   | –   | –   | –   | –   | –   | –   | –   | –  | –   | 58  | 62  | –  | –   |
| Elias Malcher | –   | –   | –   | –   | –   | –  | –   | –   | –   | –   | –   | –   | –   | –   | –  | –   | 59  | 56  | –  | –   |
| Otto Maus | –   | –   | –   | –   | –   | –  | –   | –   | –   | –   | –   | –   | –   | –   | –  | –   | 41  | 60  | –  | –   |
| Pius Paschke | –   | –   | –   | –   | –   | –  | –   | –   | –   | –   | –   | –   | –   | –   | –  | –   | –   | –   | –  | 6   |
| Alex Reiter | –   | –   | –   | –   | –   | –  | –   | –   | –   | –   | –   | –   | –   | –   | –  | –   | 31  | 27  | –  | –   |
| Luca Roth | –   | –   | –   | –   | –   | –  | –   | –   | –   | –   | –   | –   | –   | –   | –  | –   | –   | –   | –  | 23  |
| Emanuel Schmid | –   | –   | 28  | 23  | 36  | 29 | 47  | 26  | –   | –   | –   | –   | 34  | 35  | –  | –   | 33  | 23  | –  | –   |
| Sebastian Schwarz | 27  | 36  | –   | –   | 35  | 45 | –   | –   | –   | –   | –   | –   | 12  | 27  | 3  | 13  | 38  | 7   | –  | –   |
| David Siegel | –   | –   | –   | –   | –   | –  | –   | –   | 7   | 10  | –   | –   | –   | –   | –  | –   | –   | –   | –  | 37  |
| Simon Spiewok | 8   | dsq | –   | –   | –   | –  | –   | –   | 16  | 13  | –   | –   | –   | –   | 30 | 12  | 34  | 26  | –  | –   |
| Simon Steinbeißer | –   | –   | 17  | 15  | 16  | 25 | 37  | 29  | –   | –   | –   | –   | –   | –   | –  | –   | 48  | 52  | –  | –   |
| Adrian Tittel | –   | –   | 23  | 32  | 29  | 36 | –   | –   | –   | –   | –   | –   | –   | –   | 18 | dsq | 22  | 37  | –  | –   |
| Max Unglaube | –   | –   | –   | –   | –   | –  | –   | –   | –   | –   | –   | –   | –   | –   | –  | –   | 53  | 45  | –  | –   |
| Simon Vöhringer | –   | –   | –   | –   | –   | –  | –   | –   | –   | –   | –   | –   | –   | –   | –  | –   | 57  | 64  | –  | –   |
| Norwegia |     |     |     |     |     |    |     |     |     |     |     |     |     |     |    |     |     |     |    |     |
| Johannes Årdal | –   | –   | –   | –   | –   | –  | –   | –   | –   | –   | 14  | 17  | –   | –   | –  | –   | –   | –   | –  | –   |
| Sander Modalen Bakken | –   | –   | –   | –   | –   | –  | –   | –   | –   | –   | 37  | 42  | –   | –   | –  | –   | –   | –   | –  | –   |
| Andreas Varsi Breivik | –   | –   | –   | –   | –   | –  | –   | –   | –   | –   | 23  | 26  | –   | –   | –  | –   | –   | –   | –  | –   |
| Leonard Fageraas | –   | –   | –   | –   | –   | –  | –   | –   | –   | –   | 56  | 49  | –   | –   | –  | –   | –   | –   | –  | –   |
| Marcus Grønvold | –   | –   | –   | –   | –   | –  | –   | –   | –   | –   | 45  | 55  | –   | –   | –  | –   | –   | –   | –  | –   |
| Adrian Thon Gundersrud | –   | –   | –   | –   | –   | –  | –   | –   | –   | –   | 10  | 24  | –   | –   | –  | –   | –   | –   | –  | –   |
| Anders Håre | –   | –   | –   | –   | –   | –  | –   | –   | –   | –   | 9   | 14  | –   | –   | –  | –   | –   | –   | –  | –   |
| Magnus Heimdahl | –   | –   | –   | –   | –   | –  | –   | –   | –   | –   | 41  | 43  | –   | –   | –  | –   | –   | –   | –  | –   |
| Jesper Nilsen Ingebrigtsvoll | –   | –   | –   | –   | –   | –  | –   | –   | –   | –   | 44  | 45  | –   | –   | 22 | 42  | –   | –   | –  | –   |
| Espen Jacobsen | –   | –   | 71  | 66  | –   | –  | –   | –   | 13  | 22  | 11  | 9   | –   | –   | –  | –   | –   | –   | –  | –   |
| Sindre Ulven Jørgensen | –   | –   | –   | –   | –   | –  | –   | –   | –   | –   | 27  | 12  | –   | –   | –  | –   | –   | –   | –  | –   |
| Karl Haugen Kleppa | –   | –   | –   | –   | –   | –  | –   | –   | –   | –   | 49  | 48  | –   | –   | –  | –   | –   | –   | –  | –   |
| Isak Andreas Langmo | –   | –   | –   | –   | –   | –  | –   | –   | –   | –   | 35  | 40  | –   | –   | –  | –   | –   | –   | –  | –   |
| Iver Myhre | –   | –   | –   | –   | –   | –  | –   | –   | –   | –   | 50  | 50  | –   | –   | –  | –   | –   | –   | –  | –   |
| Sigurd Myrvang | –   | –   | –   | –   | –   | –  | –   | –   | –   | –   | 30  | 39  | –   | –   | –  | –   | –   | –   | –  | –   |
| Iver Olaussen | –   | –   | –   | –   | –   | –  | –   | –   | –   | –   | 18  | 6   | –   | –   | –  | –   | –   | –   | –  | –   |
| Martin Tonby Opsahl | –   | –   | –   | –   | –   | –  | –   | –   | –   | –   | 32  | 35  | –   | –   | –  | –   | –   | –   | –  | –   |
| Fabian Østvold | –   | –   | –   | –   | –   | –  | –   | –   | –   | –   | 28  | 34  | –   | –   | –  | –   | –   | –   | –  | –   |
| Benjamin Pettersen | –   | –   | 61  | 56  | –   | –  | –   | –   | –   | –   | –   | –   | –   | –   | –  | –   | –   | –   | –  | –   |
| Richard Selbekk-Hansen | –   | –   | –   | –   | –   | –  | –   | –   | 34  | 32  | 31  | 30  | –   | –   | –  | –   | –   | –   | –  | –   |
| Mats Strandbråten | –   | –   | –   | –   | –   | –  | –   | –   | –   | –   | 36  | 38  | –   | –   | –  | –   | –   | –   | –  | –   |
| Nicolai Eriksen Sundal | –   | –   | –   | –   | –   | –  | –   | –   | –   | –   | –   | –   | –   | –   | 55 | 52  | –   | –   | –  | –   |
| Øystein Thorshov | –   | –   | –   | –   | –   | –  | –   | –   | –   | –   | –   | –   | –   | –   | 40 | 47  | –   | –   | –  | –   |
| Børge Hansen Utby | –   | –   | –   | –   | –   | –  | –   | –   | –   | –   | –   | –   | –   | –   | 25 | 32  | –   | –   | –  | –   |
| Polska |     |     |     |     |     |    |     |     |     |     |     |     |     |     |    |     |     |     |    |     |
| Tymoteusz Amilkiewicz | 38  | 43  | 32  | 39  | –   | –  | 31  | 31  | 24  | 23  | –   | –   | 28  | 38  | 44 | 34  | 45  | 39  | 18 | 21  |
| Jan Galica | –   | –   | 47  | 48  | –   | –  | –   | –   | –   | –   | –   | –   | 40  | 41  | –  | –   | –   | –   | 37 | 39  |
| Mateusz Gruszka | –   | –   | 31  | 48  | –   | –  | –   | –   | –   | –   | –   | –   | 25  | dns | –  | –   | –   | –   | –  | –   |
| Arkadiusz Jojko | 43  | 41  | 56  | 36  | –   | –  | 67  | 64  | –   | –   | –   | –   | –   | –   | –  | –   | –   | –   | –  | –   |
| Szymon Jojko | 26  | 16  | dsq | 14  | –   | –  | 27  | 41  | 21  | 20  | –   | –   | 32  | 28  | –  | –   | –   | –   | 35 | 43  |
| Klemens Joniak | 33  | 6   | 11  | 29  | –   | –  | 19  | 18  | 11  | 18  | –   | –   | –   | –   | –  | –   | 15  | 14  | 2  | 36  |
| Kacper Juroszek | –   | –   | –   | –   | –   | –  | –   | –   | –   | –   | –   | –   | 2   | 3   | –  | –   | –   | –   | –  | –   |
| Krzysztof Kieta | –   | –   | 29  | 42  | –   | –  | –   | –   | –   | –   | –   | –   | –   | –   | –  | –   | –   | –   | –  | –   |
| Mateusz Król | –   | –   | –   | –   | –   | –  | –   | –   | –   | –   | –   | –   | 45  | 45  | –  | –   | –   | –   | –  | –   |
| Jarosław Krzak | –   | –   | –   | –   | –   | –  | –   | –   | 23  | 17  | –   | –   | 21  | 23  | 56 | 23  | –   | –   | 25 | 16  |
| Krzysztof Leja | –   | –   | 55  | 47  | –   | –  | –   | –   | –   | –   | –   | –   | –   | –   | –  | –   | –   | –   | –  | –   |
| Łukasz Łukaszczyk | –   | –   | 63  | 78  | –   | –  | –   | –   | –   | –   | –   | –   | 39  | 33  | –  | –   | –   | –   | –  | –   |
| Stanisław Majerczyk | –   | –   | 60  | 57  | –   | –  | –   | –   | –   | –   | –   | –   | –   | –   | –  | –   | –   | –   | –  | –   |
| Klemens Murańka | –   | –   | –   | –   | –   | –  | –   | –   | –   | –   | –   | –   | –   | –   | –  | –   | 1   | 4   | –  | –   |
| Karol Niemczyk | –   | –   | 69  | 46  | –   | –  | –   | –   | –   | –   | –   | –   | 36  | 35  | –  | –   | –   | –   | –  | –   |
| Adam Niżnik | 34  | 14  | 37  | 10  | –   | –  | –   | –   | 22  | 16  | 25  | 17  | 20  | 8   | –  | –   | 10  | 12  | 17 | 22  |
| Wiktor Pękala | –   | –   | –   | –   | –   | –  | –   | –   | –   | –   | –   | –   | 37  | dsq | –  | –   | –   | –   | –  | –   |
| Tomasz Pilch | –   | –   | –   | –   | –   | –  | –   | –   | 1   | 8   | –   | –   | –   | –   | –  | –   | –   | –   | –  | –   |
| Dawid Stasiak | –   | –   | 76  | 84  | –   | –  | –   | –   | –   | –   | –   | –   | 57  | 54  | –  | –   | –   | –   | –  | –   |
| Klemens Staszel | –   | –   | 73  | 45  | –   | –  | –   | –   | –   | –   | –   | –   | 44  | 44  | –  | –   | –   | –   | –  | –   |
| Wiktor Szozda | 31  | dsq | 19  | 16  | –   | –  | 64  | 22  | 25  | 24  | 34  | 15  | 24  | 25  | 14 | 16  | 23  | 48  | 7  | 15  |
| Kacper Tomasiak | –   | –   | 36  | dsq | –   | –  | –   | –   | –   | –   | 19  | 29  | 18  | 14  | –  | –   | 11  | 13  | 1  | 8   |
| Wiktor Węgrzynkiewicz | –   | –   | 68  | 69  | –   | –  | –   | –   | –   | –   | –   | –   | 54  | 52  | –  | –   | –   | –   | –  | –   |
| Jakub Wisełka | 39  | 45  | 43  | 54  | –   | –  | 53  | 48  | 31  | 30  | –   | –   | –   | –   | –  | –   | –   | –   | –  | –   |
| Marcin Wróbel | 18  | 12  | 9   | 18  | –   | –  | 29  | 35  | 8   | 14  | 33  | 24  | 17  | 16  | 21 | 29  | 17  | 19  | 10 | 5   |
| Szymon Zapotoczny | 36  | 28  | 26  | 31  | –   | –  | 23  | 52  | 14  | 25  | –   | –   | 35  | 34  | –  | –   | –   | –   | 34 | 17  |
| Rumunia |     |     |     |     |     |    |     |     |     |     |     |     |     |     |    |     |     |     |    |     |
| Radu Ardelean | –   | –   | 81  | 86  | dsq | 51 | 74  | 77  | –   | –   | –   | –   | –   | –   | –  | –   | –   | –   | –  | –   |
| Daniel Cacina | –   | –   | –   | –   | –   | –  | 21  | 44  | –   | –   | –   | –   | –   | –   | –  | –   | –   | –   | –  | –   |
| Cosmin Donciu | –   | –   | –   | –   | –   | –  | 79  | dsq | –   | –   | –   | –   | –   | –   | –  | –   | –   | –   | –  | –   |
| Andrei Feldorean | –   | –   | –   | –   | –   | –  | 30  | 28  | –   | –   | –   | –   | –   | –   | –  | –   | –   | –   | –  | –   |
| Alexandru Folea | –   | –   | 74  | dsq | 45  | 42 | 73  | 69  | –   | –   | 53  | 52  | –   | –   | –  | –   | –   | –   | –  | –   |
| Mircea Jipescu | –   | –   | 62  | 71  | 42  | 49 | 65  | 59  | –   | –   | 29  | 33  | –   | –   | –  | –   | –   | –   | –  | –   |
| Mihnea Spulber | –   | –   | –   | –   | –   | –  | 49  | 49  | –   | –   | –   | –   | –   | –   | –  | –   | –   | –   | –  | –   |
| Słowacja |     |     |     |     |     |    |     |     |     |     |     |     |     |     |    |     |     |     |    |     |
| Erik Kapiaš | 50  | dsq | dsq | 77  | –   | –  | –   | –   | –   | –   | –   | –   | 50  | dsq | –  | –   | –   | –   | –  | –   |
| Hektor Kapustík | 47  | 33  | dsq | 68  | –   | –  | –   | –   | dsq | 35  | –   | –   | 19  | 12  | –  | –   | –   | –   | 14 | 8   |
| Jakub Karkalík | 56  | 57  | 78  | 87  | –   | –  | –   | –   | –   | –   | –   | –   | 64  | 60  | –  | –   | –   | –   | –  | –   |
| Słowenia |     |     |     |     |     |    |     |     |     |     |     |     |     |     |    |     |     |     |    |     |
| Maksim Bartolj | 9   | 30  | 12  | 9   | 2   | 2  | 11  | 11  | –   | –   | –   | –   | –   | –   | –  | –   | 12  | 18  | –  | –   |
| Tadej Bedenik | –   | –   | –   | –   | –   | –  | –   | 62  | –   | –   | –   | –   | –   | –   | –  | –   | –   | –   | –  | –   |
| Jan Bombek | –   | –   | –   | –   | –   | –  | –   | –   | 27  | 28  | 17  | 21  | 29  | 14  | –  | –   | 64  | 49  | 19 | 34  |
| Taj Ekart | 15  | 37  | 50  | 41  | –   | –  | 41  | 39  | –   | –   | –   | –   | –   | –   | 20 | 20  | 29  | 16  | –  | –   |
| Enej Faletič | –   | –   | –   | –   | –   | –  | 42  | 60  | –   | –   | –   | –   | –   | –   | –  | –   | dsq | 28  | –  | –   |
| Luka Filip | –   | –   | –   | –   | –   | –  | 44  | 43  | –   | –   | –   | –   | –   | –   | –  | –   | 49  | 37  | –  | –   |
| Nik Gostiša Lah | –   | –   | –   | –   | –   | –  | –   | –   | 29  | 34  | –   | –   | –   | –   | 26 | 43  | 39  | 42  | –  | –   |
| Mark Hafnar | 10  | 17  | 25  | 27  | 40  | 29 | 35  | 47  | –   | –   | –   | –   | –   | –   | –  | –   | –   | –   | –  | –   |
| Nik Heberle | –   | –   | –   | –   | –   | –  | 70  | 65  | –   | –   | –   | –   | –   | –   | –  | –   | –   | –   | –  | –   |
| Teodor Igor Herbstritt | 30  | 32  | 49  | 43  | –   | –  | 60  | 57  | –   | –   | –   | –   | –   | –   | –  | –   | –   | –   | –  | –   |
| Nejc Ingolič | –   | –   | –   | –   | –   | –  | –   | –   | –   | –   | –   | –   | dsq | 48  | –  | –   | –   | –   | –  | –   |
| Timotej Jeglič | –   | –   | –   | –   | –   | –  | –   | –   | –   | –   | –   | –   | dsq | 32  | 37 | 38  | –   | –   | –  | –   |
| Martin Jekovec | –   | –   | –   | –   | –   | –  | –   | 61  | –   | –   | –   | –   | –   | –   | –  | –   | –   | –   | –  | –   |
| Lovro Kos | –   | –   | –   | –   | –   | –  | 2   | 6   | –   | –   | –   | –   | –   | –   | –  | –   | –   | –   | –  | –   |
| Anže Lanišek | –   | –   | –   | –   | –   | –  | 1   | –   | –   | –   | –   | –   | –   | –   | –  | –   | –   | –   | –  | –   |
| Anej Macur | –   | –   | –   | –   | –   | –  | 58  | 67  | dsq | 38  | –   | –   | –   | –   | –  | –   | –   | –   | –  | –   |
| Enej Marolt | –   | –   | –   | –   | –   | –  | –   | –   | –   | –   | –   | –   | 55  | 47  | –  | –   | –   | –   | –  | –   |
| Rok Oblak | –   | –   | 3   | 6   | 10  | 6  | 3   | 3   | 18  | 11  | –   | –   | –   | –   | –  | –   | –   | –   | –  | –   |
| Bor Pavlovčič | –   | –   | –   | –   | –   | –  | –   | –   | –   | –   | –   | –   | 27  | 31  | –  | –   | –   | –   | –  | –   |
| Nejc Podgoršek | –   | –   | –   | –   | –   | –  | 52  | 66  | –   | –   | –   | –   | –   | –   | –  | –   | –   | –   | –  | –   |
| Benjamin Podobnik | –   | –   | –   | –   | –   | –  | –   | –   | –   | –   | –   | –   | 48  | 46  | –  | –   | –   | –   | –  | –   |
| Jernej Presečnik | 3   | 11  | 51  | 51  | 9   | 11 | 5   | 2   | dsq | 7   | 12  | 22  | –   | –   | –  | –   | –   | –   | –  | –   |
| Matija Prosenc | –   | –   | –   | –   | –   | –  | –   | –   | –   | –   | –   | –   | –   | –   | 57 | 48  | –   | –   | –  | –   |
| Anej Razpotnik | –   | –   | –   | –   | –   | –  | –   | –   | –   | –   | –   | –   | –   | –   | 49 | 50  | 27  | 43  | –  | –   |
| Marcel Rep | –   | –   | 21  | 21  | –   | –  | 18  | 17  | dsq | dsq | dns | dns | 38  | 37  | 32 | 40  | –   | –   | 28 | 35  |
| Miha Sinčič | –   | –   | –   | –   | –   | –  | 62  | 50  | 33  | 37  | –   | –   | –   | –   | 48 | 33  | 40  | 44  | –  | –   |
| Marcel Stržinar | 19  | 10  | 18  | 17  | 32  | 18 | 33  | 33  | 11  | 31  | 40  | 31  | 15  | 17  | 8  | 8   | –   | –   | 5  | 45  |
| Matija Štemberger | –   | –   | –   | –   | –   | –  | –   | –   | 28  | dsq | –   | –   | 43  | dsq | –  | –   | –   | –   | –  | –   |
| Nejc Toporiš | –   | –   | –   | –   | –   | –  | –   | –   | –   | –   | –   | –   | –   | –   | 15 | 21  | –   | –   | 11 | 20  |
| Andraž Vereš | –   | –   | –   | –   | –   | –  | 48  | 55  | –   | –   | –   | –   | –   | –   | –  | –   | –   | –   | –  | –   |
| Matija Vidic | 6   | 29  | 20  | 11  | 13  | 7  | 10  | 16  | 6   | 4   | –   | –   | –   | –   | –  | –   | –   | –   | –  | –   |
| Patrik Vitez | –   | –   | –   | –   | –   | –  | –   | –   | –   | –   | –   | –   | 8   | 12  | –  | –   | 18  | 17  | 32 | 31  |
| Timi Zajc | –   | –   | –   | –   | –   | –  | 8   | –   | –   | –   | –   | –   | –   | –   | –  | –   | –   | –   | –  | –   |
| Gorazd Završnik | –   | –   | –   | –   | –   | –  | 20  | 15  | –   | –   | –   | –   | –   | –   | –  | –   | –   | –   | –  | –   |
| Ožbe Zupan | 35  | 34  | 59  | 55  | –   | –  | –   | –   | –   | –   | –   | –   | –   | –   | 42 | 19  | 20  | 35  | –  | –   |
| Stany Zjednoczone |     |     |     |     |     |    |     |     |     |     |     |     |     |     |    |     |     |     |    |     |
| Jason Colby | –   | –   | –   | –   | –   | –  | –   | –   | –   | –   | dsq | 47  | –   | –   | –  | –   | –   | –   | –  | –   |
| Tate Frantz | –   | –   | –   | –   | –   | –  | –   | –   | –   | –   | 20  | dsq | –   | –   | –  | –   | –   | –   | –  | –   |
| Lucas Gasienica | –   | –   | –   | –   | –   | –  | –   | –   | –   | –   | –   | –   | 60  | 58  | –  | –   | –   | –   | –  | –   |
| Maxim Glyvka | –   | –   | –   | –   | –   | –  | –   | –   | –   | –   | 48  | 46  | –   | –   | –  | –   | 61  | 63  | –  | –   |
| Bryce Kloc | 48  | 50  | 77  | 76  | –   | –  | dsq | 73  | –   | –   | –   | –   | 62  | 50  | 63 | 58  | 65  | 67  | –  | –   |
| Isak Nichols | –   | –   | –   | –   | –   | –  | –   | –   | –   | –   | 57  | 57  | –   | –   | –  | –   | –   | –   | –  | –   |
| Szwajcaria |     |     |     |     |     |    |     |     |     |     |     |     |     |     |    |     |     |     |    |     |
| Sandro Hauswirth | –   | –   | –   | –   | 15  | 13 | –   | –   | –   | –   | 38  | 28  | –   | –   | –  | –   | –   | –   | –  | –   |
| Mauro Imhof | –   | –   | –   | –   | –   | –  | –   | –   | –   | –   | –   | –   | –   | –   | –  | –   | dsq | 53  | –  | –   |
| Remo Imhof | 40  | 37  | 40  | 61  | 21  | 27 | –   | –   | –   | –   | –   | –   | –   | –   | –  | –   | –   | –   | –  | –   |
| Juri Kesseli | –   | –   | 52  | 33  | dsq | 24 | –   | –   | –   | –   | –   | –   | –   | –   | –  | –   | 52  | 34  | –  | –   |
| Lars Kindlimann | –   | –   | –   | –   | 17  | 20 | –   | –   | –   | –   | –   | –   | –   | –   | –  | –   | –   | –   | –  | –   |
| Lean Niederberger | 21  | 23  | 30  | 25  | 22  | 32 | –   | –   | –   | –   | –   | –   | –   | –   | –  | –   | –   | –   | –  | 42  |
| Dominik Peter | –   | –   | –   | –   | 18  | 12 | –   | –   | –   | –   | –   | –   | –   | –   | –  | –   | –   | –   | –  | –   |
| Marius Sieber | –   | –   | 58  | 61  | 30  | 40 | –   | –   | –   | –   | –   | –   | –   | –   | –  | –   | 44  | dsq | 39 | 38  |
| Micha Sturm | –   | –   | –   | –   | –   | –  | –   | –   | –   | –   | –   | –   | –   | –   | –  | –   | 67  | 66  | –  | –   |
| Felix Trunz | –   | –   | –   | –   | –   | 39 | –   | –   | –   | –   | –   | –   | –   | –   | –  | –   | 16  | 25  | –  | –   |
| Yanick Wasser | 24  | 35  | 39  | 50  | 26  | 23 | –   | –   | –   | –   | –   | –   | –   | –   | –  | –   | –   | –   | –  | –   |
| Ukraina |     |     |     |     |     |    |     |     |     |     |     |     |     |     |    |     |     |     |    |     |
| Denys Cwietkow | –   | –   | 80  | 79  | –   | –  | –   | –   | –   | –   | –   | –   | 63  | 53  | 64 | 56  | –   | –   | –  | –   |
| Illa Czebołda | 52  | 54  | dsq | 82  | –   | –  | –   | –   | –   | –   | –   | –   | 51  | 59  | –  | –   | –   | –   | –  | –   |
| Władysław Druczkiw | –   | –   | –   | –   | –   | –  | –   | –   | –   | –   | –   | –   | 59  | 56  | 59 | 57  | –   | –   | –  | –   |
| Witalij Kaliniczenko | –   | –   | 24  | 26  | –   | –  | –   | –   | –   | –   | –   | –   | –   | –   | –  | –   | –   | –   | –  | –   |
| Jewhen Marusiak | –   | –   | 57  | 67  | –   | –  | –   | –   | –   | –   | –   | –   | –   | –   | –  | –   | –   | –   | –  | –   |
| Dmytro Palijczuk | –   | –   | dns | 89  | –   | –  | –   | –   | –   | –   | –   | –   | 65  | 62  | –  | –   | –   | –   | –  | –   |
| Mykoła Smyk | –   | –   | dns | dns | –   | –  | –   | –   | –   | –   | –   | –   | 46  | 55  | 62 | dsq | –   | –   | –  | –   |
| Włochy |     |     |     |     |     |    |     |     |     |     |     |     |     |     |    |     |     |     |    |     |
| Giovanni Bresadola | –   | –   | 5   | 2   | –   | –  | 7   | 7   | –   | –   | –   | –   | –   | –   | –  | –   | –   | –   | –  | –   |
| Andrea Campregher | –   | –   | 16  | 19  | –   | –  | 50  | 21  | 38  | 27  | –   | –   | –   | –   | 47 | 31  | 47  | 32  | –  | –   |
| Francesco Cecon | –   | –   | 14  | 5   | –   | –  | 14  | 13  | 2   | 1   | –   | –   | –   | –   | –  | –   | –   | –   | –  | –   |
| Alex Insam | –   | –   | 7   | 8   | –   | –  | 6   | 4   | –   | –   | –   | –   | –   | –   | –  | –   | –   | –   | –  | –   |
| Martino Zambenedetti | –   | –   | –   | –   | –   | –  | –   | –   | –   | –   | –   | –   | –   | –   | –  | –   | 62  | 68  | –  | –   |
| Legenda |     |     |     |     |     |    |     |     |     |     |     |     |     |     |    |     |     |     |    |     |
| 1-3 4-30 poniżej 30 dns – Zawodnik zgłoszony, nie wystartował w konkursie. dsq – Zawodnik został zdyskwalifikowany w konkursie - – Zawodnik nie został zgłoszony do konkursu. |     |     |     |     |     |    |     |     |     |     |     |     |     |     |    |     |     |     |    |     |

## Klasyfikacja generalna
| Źródło  | Źródło               | Źródło  | Źródło |
| Miejsce | Zawodnik             | Występy | Punkty |
| ------- | -------------------- | ------- | ------ |
| 1.      | Maximilian Lienher   | 18      | 771    |
| 2.      | Janni Reisenauer     | 15      | 692    |
| 3.      | Niklas Bachlinger    | 16      | 593    |
| 4.      | Martin Hamann        | 5       | 480    |
| 5.      | Markus Rupitsch      | 12      | 466    |
| 6.      | Marco Wörgötter      | 12      | 445    |
| 7.      | Eric Fuchs           | 15      | 410    |
| 8.      | Felix Hoffmann       | 7       | 394    |
| 9.      | Clemens Leitner      | 8       | 364    |
| 10.     | Jernej Presečnik     | 12      | 329    |
| 11.     | Maksim Bartolj       | 10      | 324    |
| 12.     | Rok Oblak            | 8       | 323    |
| 13.     | Timon-Pascal Kahofer | 12      | 310    |
| 14.     | Francesco Cecon      | 6       | 281    |
| 15.     | Marcin Wróbel        | 18      | 274    |
| 16.     | Matija Vidic         | 10      | 264    |
| 17.     | Jonas Schuster       | 6       | 261    |
| 18.     | Klemens Joniak       | 12      | 242    |
| 19.     | Marcel Stržinar      | 18      | 241    |
| 20.     | Kacper Tomasiak      | 10      | 221    |
| ...     |                      |         |        |